# Gejl (Munkbrarup)
 For alternative betydninger, se Gejl. (Se også artikler, som begynder med Gejl)
Gejl (dansk) eller Geil (tysk) er en spredtliggende bebyggelse i det nordlige Angel (Sydslesvig) i Nordtyskland. Administrativ hører stedet under Munkbrarup Kommune i Slesvig-Flensborg kreds. I kirkelig henseende hører Gejl under Munkbrarup Sogn. Sognet lå i Munkbrarup Herred, tidligere Husby Herred (Flensborg Amt), da Slesvig var dansk indtil 1864. Gejl er omgivet af landsbyerne Ryde, Sigum og Bogholmvig. Kommunens hovedby Munkbrarup ligger cirka 3 kilometer mod sydvest.
Stednavnet er første gang nævnt 1742. Navnet er afledt af plantenavnet (spansk) gyvel, som tidligere dækkede landet. Gyvelen har flere steder givet navn, samme stednavn findes også ved Brodersby nord for Slien (sml. også Gejlvang i Treja Sogn). De første kådnersteder er fra tiden efter 1700 og hørte under Lyksborg og senere under Munkbrarup Herred. 1871 kom Gejl under Ryde kommune, i 1970 under Munkbrarup.
Gejl er præget af landbrug og biavleri.